# Microhierax caerulescens
Il falchetto dal collare (Microhierax caerulescens (Linnaeus, 1758)) è un uccello rapace della famiglia Falconidae.

## Descrizione
È un rapace di piccola taglia, lungo 14–18 cm e con un'apertura alare di 28–34 cm.

## Distribuzione e habitat
Si trova in Bangladesh, Bhutan, Cambogia, Cina, Pakistan, India, Laos, Myanmar, Nepal, Thailandia e Vietnam.
Il suo habitat naturale è la foresta temperata.